# 嗜龜血蜱
嗜龜血蜱（学名：Amblyomma geoemydae）为硬蜱科花蜱屬下的一个种。